# هکتور باربوسا
کاپیتان هکتور باربوسا یکی از شخصیت‌های دزدان دریایی کارائیب است.

## ویژگی‌ها
باربوسا یکی از دزدان دریایی پرخاشگر است. در فیلم‌ها از او بد دهانی‌های بسیاری می‌بینیم.
البته دست خودش نیست. او از دست کارهای جک اسپارو و بی مسئولیتی او روانی می‌شود اما در سایر
موارد خونسرد است. به قراردادها بسیار پایبند است. مثلاً در فیلم سوم با سئو فنگ بسیار آرام برخورد می‌کند. یا در مجمع برادران ولتز اهل جنگ نیست. هدف او فقط زنده ماندن خودش است.
ریش نامنظمی دارد و علاقه اش خوردن سیب سبز است. میمون دست‌آموز او که هرچه بخواهد برایش می‌آورد
امتیاز خوبی برایش به حساب می‌آید. نام میمون جک است.

## باربوسا در فیلم اول
در ابتدای فیلم اول که جک داستان زندگیش را بازگو می‌کند در می‌یابیم که او در گذشته کاپیتان کشتی مروارید سیاه بود ولی خدمه اش با نیرنگ باربوسا علیه او شورش کردند؛ و بعد می‌فهمیم باربوسا دچار نفرین مروارید سیاه شده‌است. این نفرین که معضلی برای او شده باعث
شده او نمیرد و تا مدت‌ها آرزوی مرگ کند. او جک اسپارو و الیزابت سوآن را در جزیره‌ای دور افتاده
رها می‌کند. او گول معاملهٔ جک اسپارو در آخر فیلم می‌خورد و با آرامش می‌میرد. آرامش او به دلیل
آرزو مرگ او بود که سرانجام به آن رسید.

## باربوسا در فیلم دوم
وی در انتهای فیلم ظاهر می‌شود. تیا دالما وی را از دنیای مردگان برگرداند تا جک اسپارو را از گنجه دیوی جونز بیرون بیاورد.

## باربوسا در فیلم سوم
در فیلم سوم دوباره بدست جادو گری به نام تیادالما بر می‌گردد و چون می‌خواهد با وی بی حساب شود در مجمع برادران ولتز خواستار آزادی او می‌شود. علت اصلی برگشتن او کمک به سایر دوستان دزد دریایی اش جلوی لرد کاتلر بکت و دیوی جونز بایستد. در پایان هیجان انگیز فیلم با خدمه دیوی جونز می‌جنگد. او در حال جنگ خطبه ازدواج الیزابت سوان و ویل ترنر را میخواند. در صحنه‌های پایانی فیلم می‌بینیم که با خدمه‌اش جک اسپارو را با کمال
بدجنسی جا می‌گذارد ولی بعد جا می‌خورد. جک اسپارو نقشه او را (این نقشه راه رسیدن به دریاهای دوردست، چشمهٔ جوانی و حتی دنیای مردگان را بازگو می‌کند) و حتی دنیای مردگان را هم ربوده‌است! باز در پایان می‌بینیم که او به‌دنبال جزیره چشمه جوانی می‌گشته تا دوباره خود را جاودان کند.

## باربوسا در فیلم چهارم
باربوسا جز دولت بریتانیا و یکی از بهترین دریادارهای سلطنت است که به دنبال چشمه آب حیات می‌گردد اما موفق به دستیابی آن نمی‌شود اما شمشیر و کشتی ریش سیاه را صاحب می‌شود.

## باربوسا در فیلم پنجم
با ناپدید شدن جک اسپارو حالا باربوسا با ۱۰ کشتی کل دریا کاراییب را زیر نظر دارد) اما از ناوگان سلطنتی خارج شده‌است. سالازار که به دنبال جک می‌گردد با باربوسا معامله انجام می‌دهد که اگر جک را تحویل دهد زندگیش را بهش می‌بخشد اما باربوسا همراه با دخترش کارینا به دنبال نیزه پوزئیدون می رود و در این راه جان خود را از دست می‌دهد.